# Вошейкі (округ, Вайомінг)
Шаблон:StateAbbr_ 43°55′ пн. ш. 107°41′ зх. д. / 43.91° пн. ш. 107.68° зх. д.
 Вошейкі  (англ. Washakie County) — округ (графство) у штаті  Вайомінґ. Ідентифікатор округу 56043.

## Історія
Округ утворений 1913 року.

## Демографія
За даними перепису 
2000 року 
загальне населення округу становило 8289 осіб, зокрема міського населення було 5593, а сільського — 2696.
Серед них чоловіків — 4132, а жінок — 4157. В окрузі було 3278 домогосподарств, 2311 родин, які мешкали в 3654 будинках.
Середній розмір родини становив 3.
Віковий розподіл населення поданий у таблиці:
| Стать    | До 15 років | 15-21 | 22-29 | 30-39 | 40-49 | 50-65 | 65-85 | Понад 85 |
| -------- | ----------- | ----- | ----- | ----- | ----- | ----- | ----- | -------- |
| Чоловіки | 895         | 473   | 288   | 496   | 661   | 740   | 524   | 55       |
| Жінки    | 869         | 373   | 283   | 538   | 670   | 687   | 618   | 119      |

## Суміжні округи
- Біґ-Горн — північ
- Джонсон — схід
- Натрона — південний схід
- Фремонт — південь
- Гот-Спрінґс — захід
- Парк — північний захід

## Виноски
1. ↑  US Decennial Census. US Census Bureau. Архів оригіналу за 12 травня 2015. Процитовано 18 серпня 2015.
2. ↑  Historical Decennial Census Population for Wyoming Counties, Cities, and Towns. Wyoming Department of Administration & Information, Division of Economic Analysis. Архів оригіналу за 7 жовтня 2006. Процитовано 25 січня 2014.
3. ↑  State & County QuickFacts. US Census Bureau. Архів оригіналу за 27 лютого 2016. Процитовано 25 січня 2014.(англ.) Наведено за англійською вікіпедією.
4. ↑  American FactFinder. Бюро перепису населення США. Архів оригіналу за 26 лютого 2012. Процитовано 31 січня 2008.

| США | Це незавершена стаття з географії США. Ви можете допомогти проєкту, виправивши або дописавши її. |